# HiPhi
HiPhi és una marca de vehicles elèctrics de Human Horizons, fundada per Ding Lei i amb seu a Xangai. El seu primer vehicle, HiPhi X, es va llançar el 31 de juliol de 2019. El febrer de 2024, l'empresa va aturar la producció durant 6 mesos.

## Productes
- HiPhi X: SUV de luxe de mida completa
- HiPhi Z: cotxe esportiu de luxe d'alt rendiment
- HiPhi Y: SUV de mida mitjana
- HiPhi A: cotxe esportiu de luxe d'edició limitada basat en HiPhi Z

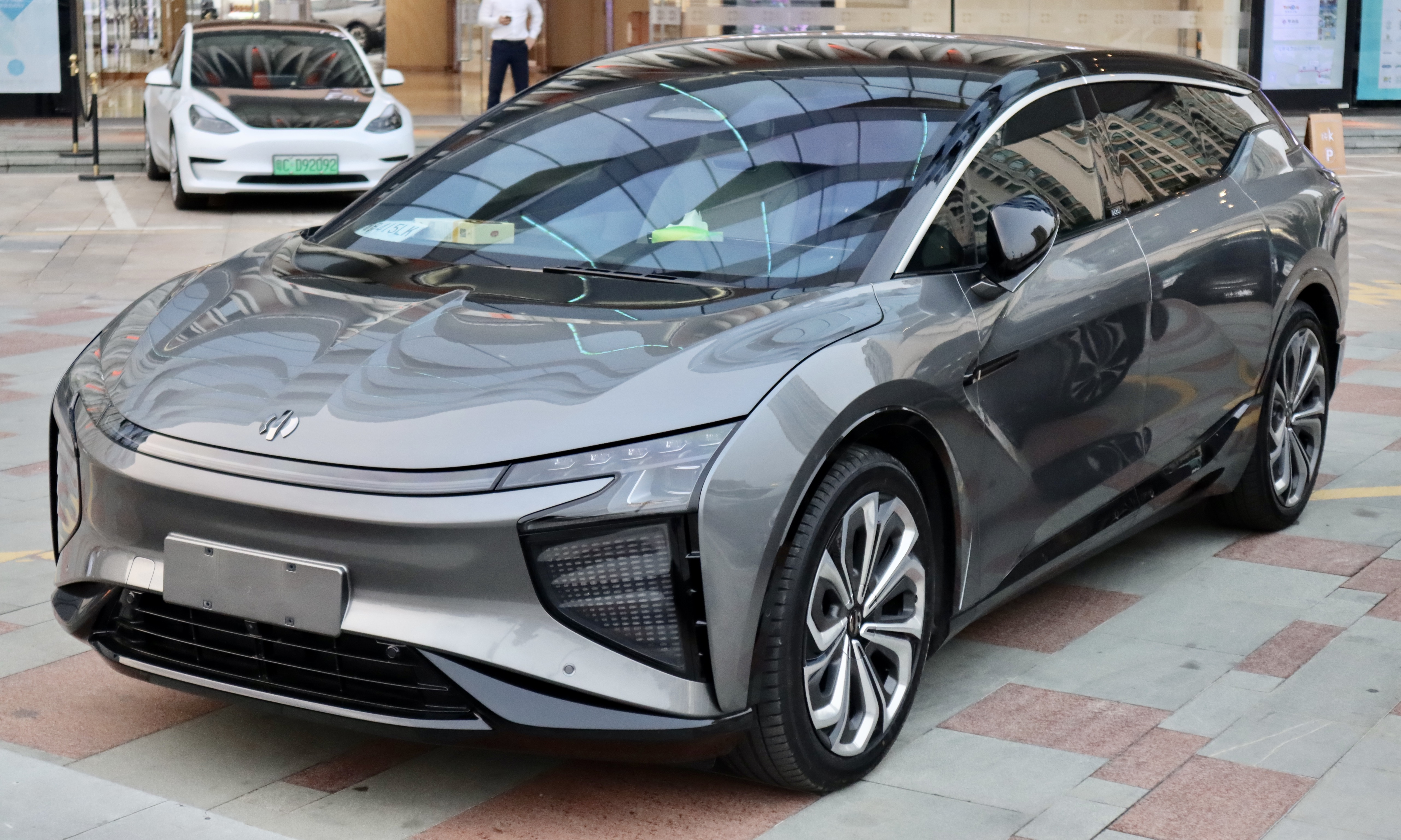
HiPhi X
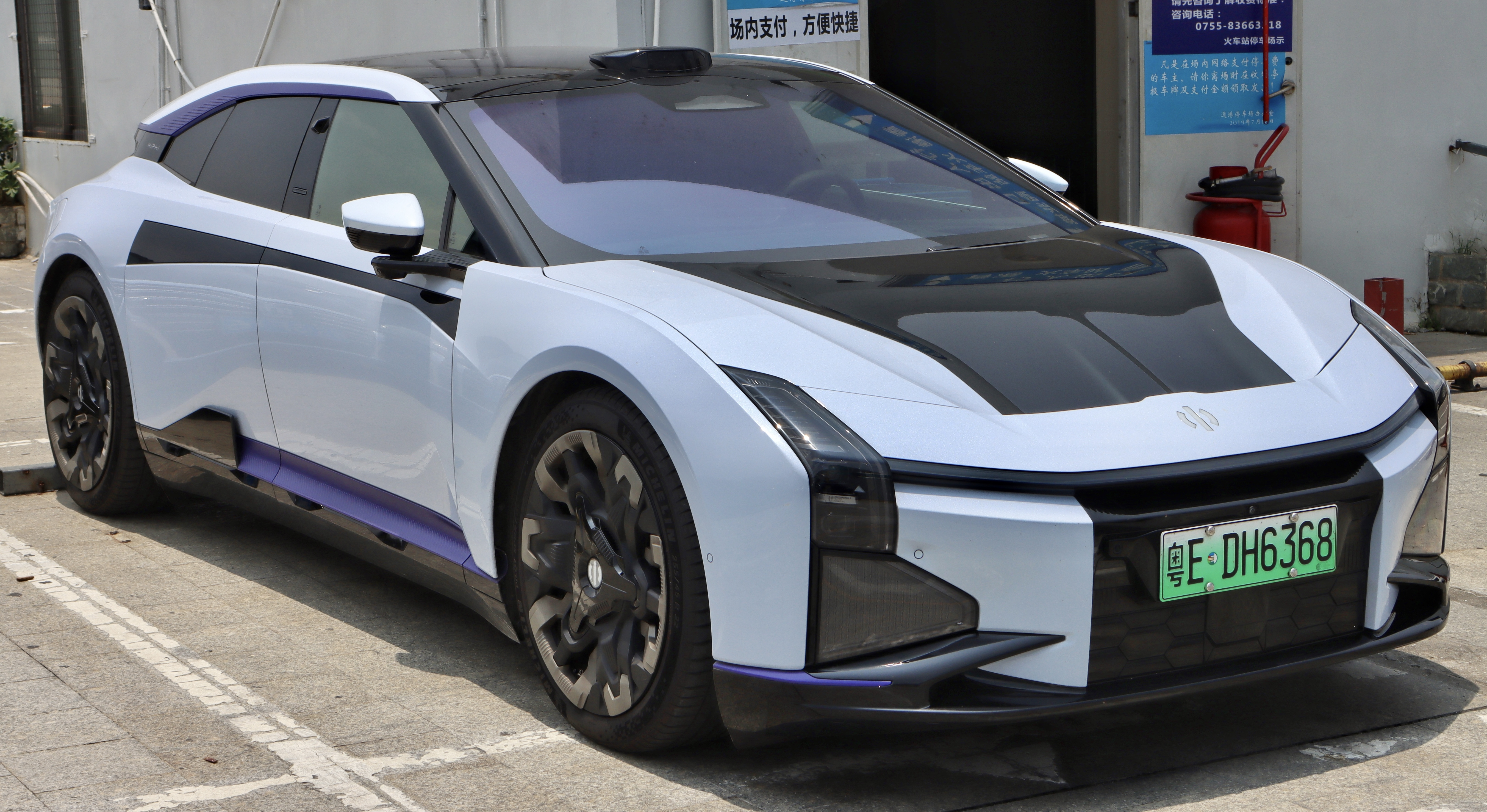
HiPhi Z
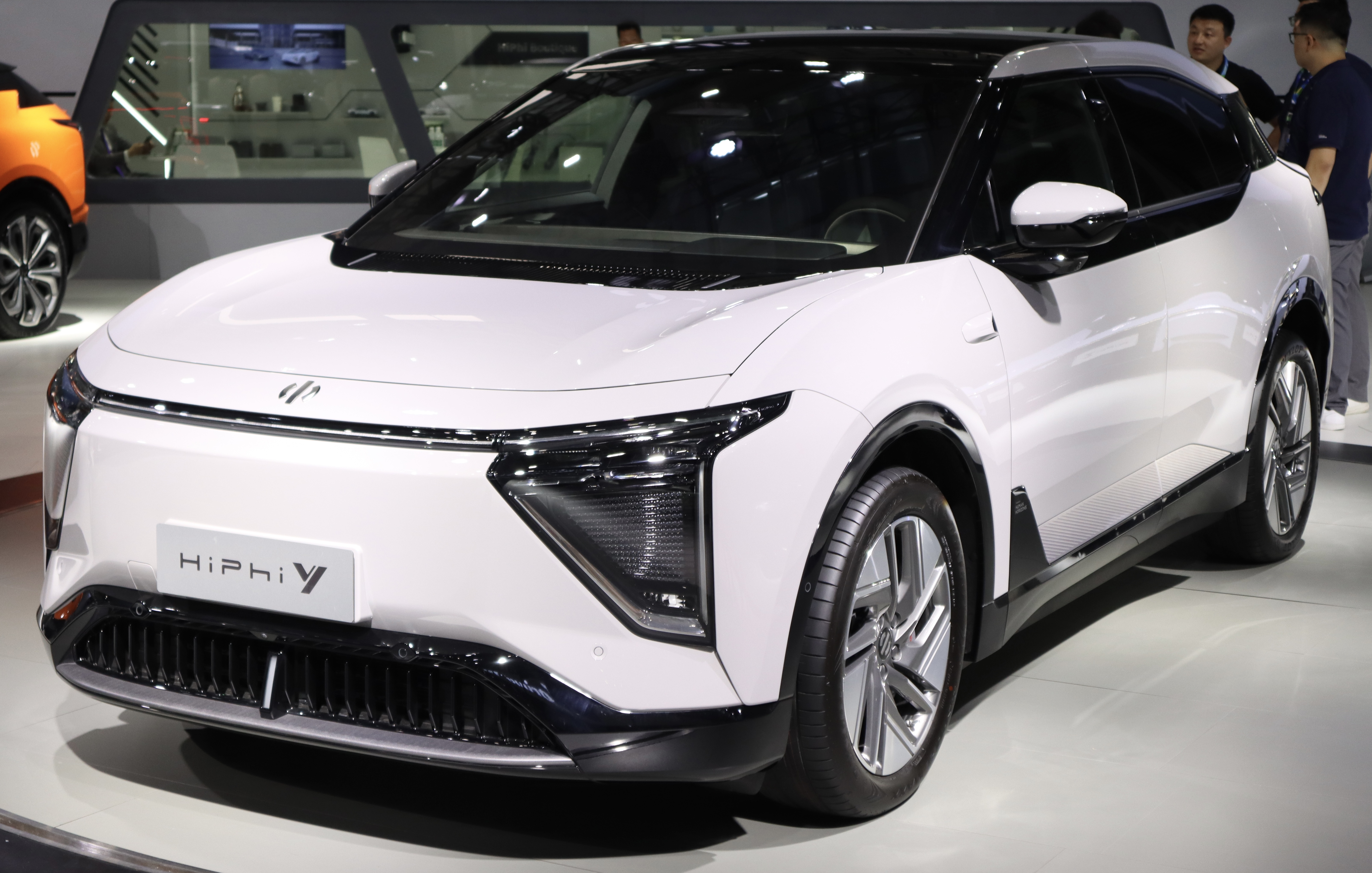
HiPhi Y
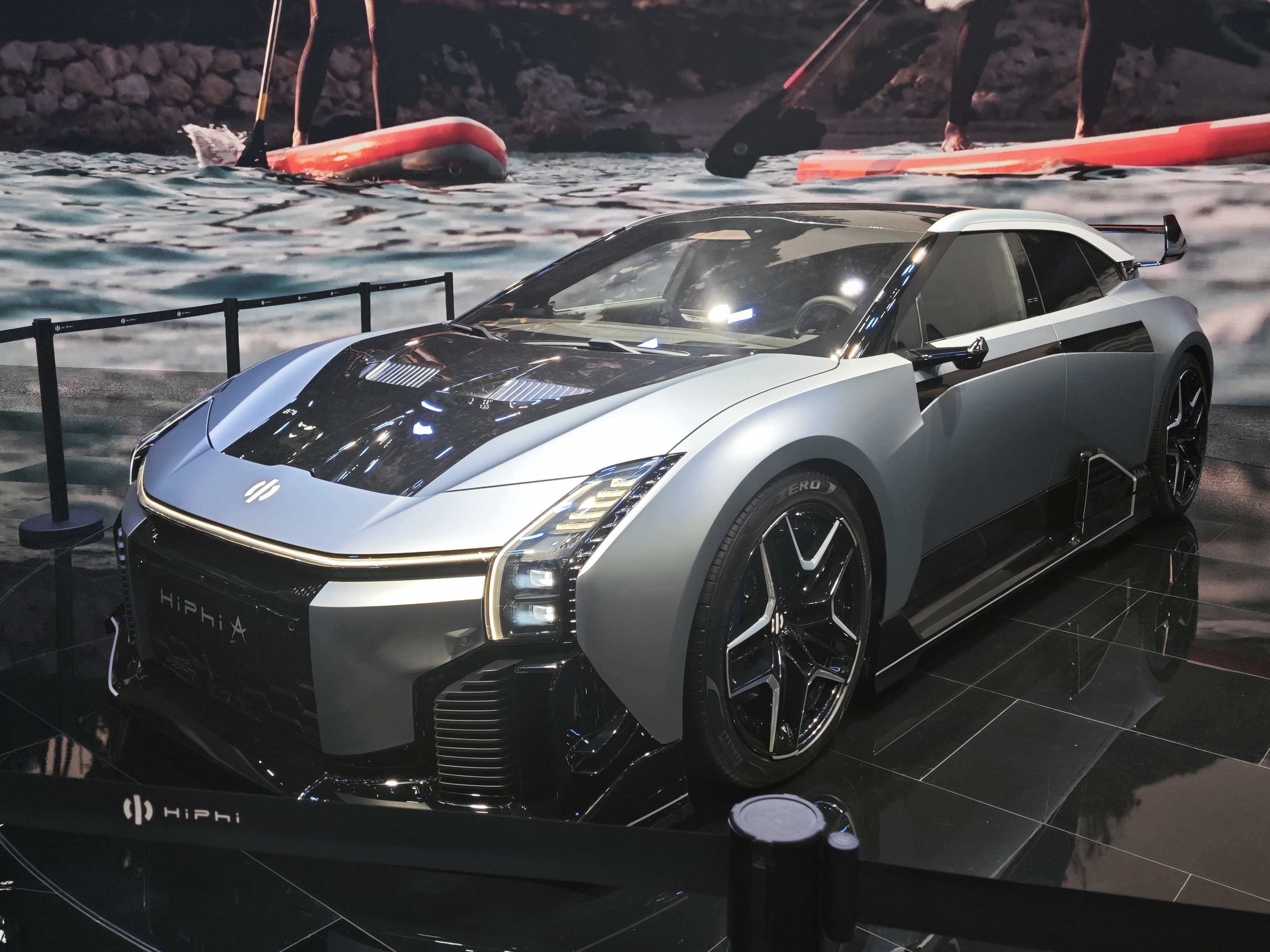
HiPhi A